# كوركي (مقاطعة فراشبند)
كوركي (بالفارسية: کورکی) هي قرية تقع في قسم آويز الريفي في إيران. يقدر عدد سكانها بـ 376 نسمة بحسب إحصاء 2016.